# Преображение Господне (Никити)
Вижте пояснителната страница за други значения на Преображение Господне.
„Преображение Господне“ (на гръцки: Μεταμορφώσεως του Σωτήρος) е възрожденска православна църква, разположена в село Никити на полуостров Ситония, Гърция.
Църквата е еднокорабен храм, разположен в северния край на селото, на стотина метра северно от гробищната църква „Успение Богородично“. Построена в 1861 година – в ниша над западния вход е изписано „1861 Φεβρουάριος 15“.